# Andre De Grasse
Andre De Grasse   (Ontario, Canadà, 10 de novembre de 1994) és un atleta canadenc.
Especialitzat en les proves de velocitat de 100m i 200m llisos, ha participat en 3 Olimpíades, guanyant 2 medalles d'or, 2 medalles de plata i 3 medalles de bronze. És el primer velocista canadenc en guanyar 3 medalles en una edició dels Jocs Olímpics, fita que va aconseguir en els Jocs Olímpics de Rio 2016 i en els Jocs Olímpics de Tòquio 2020. A més, la medalla d'or aconseguida en la prova dels 200m llisos a Tòquio 2020, el va convertir en el primer canadenc en guanyar una medalla d'or olímpica en la prova en 93 anys, després que Robert Kerr ho aconseguís en l'edició de Londres 1908. A més, ha guanyat 5 medalles (1 d'or) en els Campionats del Món i 2 medalles d'or en els Jocs Panamericans.

### Primers anys de vida
De Grasse va néixer a Scarborough, un antic districte de la ciutat de Toronto. El seu pare va emigrar al Canadà des de Barbados quan era adolescent i la seva mare ho va fer des de Trinitat i Tobago. Durant la seva infància va practicar el bàsquet i no va ser fins als 16 anys, que acompanyant un amic, va córrer la seva primera cursa com a velocista en un campionat regional. Allà el va veure el medallista canadenc de 4x100m relleus, Tony Sharpe, qui després d'una cursa on va quedar en 2a posició, el va animar a entrenar al seu equip. L'any 2012, va ingressar a la Universitat de Coffeyville, a Kansas, famosa pel seu potencial en atletisme.

### Inicis professionals: 2015 - 2016
El juny del 2015, participa en els campionats nord-americans d'atletisme i tot i ser un desconegut per la majoria, supera al favorit Trayvon Bromell i guanya la prova dels 200m. Un mes més tard, participa en la seva primera cita internacional, guanyant la medalla d'or en les proves de 100m i 200m dels Jocs Panamericans de Toronto 2015. El mes d'agost participa en el Campionat del Món de Pequín 2015, guanyant 2 medalles de bronze, una d'elles en la prova dels 100m llisos, només per darrere de Usain Bolt i Justin Gatlin, amb un temps de 9.92 segons, la seva millor marca personal fins al moment. El desembre del 2015, De Grasse passava a ser atleta professional després de signar un contracte amb la marca Puma.
El 2016 s'estrena en uns Jocs Olímpics, aconseguint ser el primer atleta canadenc en guanyar 3 medalles en una mateixa edició. Així aconsegueix la medalla de bronze en la prova dels 100m llisos, amb una nova marca personal de 9.91 segons. També aconsegueix la medalla de plata en els 200m llisos amb una marca de 20.02 segons i la medalla de bronze en la prova dels 4x100m relleus, aconseguint el rècord nacional del Canadà amb 37.64 segons.

### Consolidació i grans èxits: 2017 - 2021
El 18 de juny de 2017, De Grasse aconsegueix fer la segona millor marca de la història, aturant el cronòmetre en 9.69 segons en la prova dels 100m, tot i que no va ser vàlida per excés de vent. Aquell mateix any, amb el seu objectiu d'aconseguir guanyar Usain Bolt abans de la seva retirada, es va lesionar als tendons sense poder disputar el Campionat del Món de Londres 2017. Aquesta lesió el va mantenir apartat de les grans competicions fins que el juny del 2019 va aconseguir guanyar de nou una cursa en la prova dels 200m de la Diamond League. En el Campionat del Món de Doha 2019, De Grasse torna a aconseguir la seva millor forma, guanyant la medalla de bronze als 100m amb marca personal de 9.90 segons i la primera medalla de plata en la prova dels 200m.
El 2020 la competició es va aturar arreu del món arrel de la pandèmia de la Covid-19. El 2021 aconseguia el seu major èxit professional als Jocs Olímpics de Tòquio 2020, guanyant de nou tres medalles i aconseguint la medalla d'or en la prova del 200m llisos, amb un temps de 19.62 establint la seva millor marca personal i el rècord nacional del Canadà. A més, també va aconseguir la medalla de bronze en els 100m, amb un temps de 9.89 segons, la que és la seva millor marca personal i la medalla de plata en el 4x100m relleus.

### Nou or olímpic a París: 2022 - 2024
El 2022 De Grasse va arrossegar una lesió al peu i va donar positiu per Covid-19, un mes abans del Campionat del Món d'Eugene 2022, cosa que li va dificultar la seva participació. Tot i que no va poder passar a la final dels 100m i no va competir en els 200m, va guanyar l'or amb Canadà en la prova dels 4x100m relleus, aconseguint a més el rècord nacional. El 2023, tampoc fou un any procliu per l'atleta, ja que no es va aconseguir classificar per la prova de 100m del Campionat del Món de Budapest 2023 i va quedar 6è en la prova dels 200m. Tot i així va aconseguir guanyar per primera vegada, la final de la Diamond League en la prova dels 200m.
L'any 2024, va començar amb un canvi d'entrenador i el trasllat ocasionat per motius familiars a la ciutat de Jacksonville (Florida). En els Jocs Olímpics de París, De Grasse va tenir un paper discret en les proves individuals. En els 100m no va aconseguir classificar-se per la final, amb una marca de 9.98 a les semifinals i tampoc ho va fer en els 200m, amb una marca de 20.41 a les semifinals. Tot i així, aconseguia guanyar la medalla d'or als 4x100m relleu amb l'equip del Canadà, amb un temps de 37.50 segons.

### Vida personal
Andre de Grasse està casat amb l'atleta estatunidenca Nia Ali, amb qui tenen dos fills en comú. A més, el 2018 va crear una fundació per ajudar als joves atletes sense recursos. L'any 2023, va publicar el llibre "Ignite" on repassava la seva carrera professional i reflexionava al voltant de l'esport i d'altres temàtiques personals.

## Marques personals
| Disciplina     | Marca    | Vent     | Seu    | Data           |
| -------------- | -------- | -------- | ------ | -------------- |
| 100m llisos    | 9.89     | +0,1 m/s | Tòquio | 1 agost 2021   |
| 200m llisos    | 19.62 NR | -0,5 m/s | Tòquio | 4 agost 2021   |
| 4x100m relleus | 37.48 NR | -        | Oregon | 23 juliol 2022 |

## Trajectòria professional
| Jocs Olímpics     | Jocs Olímpics  | Jocs Olímpics | Jocs Olímpics  |
| Any               | Seu            | Posició       | Prova          |
| ----------------- | -------------- | ------------- | -------------- |
| 2016              | Rio de Janeiro | 3             | 100m llisos    |
| 2016              | Rio de Janeiro | 2             | 200m llisos    |
| 2016              | Rio de Janeiro | 3             | 4x100m relleus |
| 2020              | Tòquio         | 3             | 100m llisos    |
| 2020              | Tòquio         | 1             | 200m llisos    |
| 2020              | Tòquio         | 3             | 4x100m relleus |
| 2024              | París          | 12a posició   | 100m llisos    |
| 2024              | París          | 10a posició   | 200m llisos    |
| 2024              | París          | 1             | 4x100m relleus |
| Campionat del Món |                |               |                |
| 2015              | Pequín         | 3             | 100m llisos    |
| 2015              | Pequín         | 3             | 4x100m relleus |
| 2019              | Doha           | 3             | 100m llisos    |
| 2019              | Doha           | 2             | 200m llisos    |
| 2019              | Doha           | 9a posició    | 4x100m relleus |
| 2022              | Oregon         | 20a posició   | 100m llisos    |
| 2022              | Oregon         | 1             | 4x100m relleus |
| 2023              | Budapest       | 6a posició    | 200m llisos    |